# Théorie de la crédibilité
 (mars 2025).
La théorie de la crédibilité est une technique mathématique fréquemment utilisé par les actuaires pour la tarification de contrats d'assurance. Pour un assureur, utiliser la théorie de la crédibilité c'est mesurer la confiance que l'on peut donner à des données.

## Histoire
Selon Vincent Goulet, le premier actuaire à avoir proposé une solution au problème de tarification à partir des données de l'assuré fut Arthur H. Mowbray en 1910.

## Principe général
La théorie de la crédibilité s'appuie essentiellement sur la formule suivante :
{\displaystyle P_{i+1}=z\times {\overline {X}}+(1-z)\times P_{i}}
avec :
- {\displaystyle P_{i+1}} : la prime crédibilisée pour l'année i+1
- {\displaystyle z} : coefficient de crédibilité ({\displaystyle 0\leq z\leq 1})
- {\displaystyle {\overline {X}}} : l'historique des sinistres de l'assuré sur la période
- {\displaystyle P_{i}} : la prime de l'année i

## Les différents modèles de crédibilités

### La crédibilité de stabilité
Aussi appelée crédibilité américaine ou crédibilité à fluctuations limitées, cette théorie fut développée par Arthur H. Mowbray. À l'aide du théorème central limite, on détermine le seuil de pleine crédibilité n à partir duquel on est sûr avec une probabilité P que l'estimation est à +-k % de la valeur moyenne. On parle alors de crédibilité complète d'ordre (k,P).

#### Exemple d'utilisation
Soit {\displaystyle S=\sum _{i=1}^{N}X_{i}} le montant total des sinistres. On suppose que les variables {\displaystyle X_{i}} sont dégénérées (i.e. {\displaystyle X=0} ou {\displaystyle 1}) et indépendantes. {\displaystyle S} représente alors le nombre de sinistres, et {\displaystyle S} suit une loi de Poisson de paramètre {\displaystyle \lambda }, on peut alors prouver que :
{\displaystyle \lambda \geq {\Bigg (}{\frac {\phi ^{-1}({\frac {P+1}{2}})}{k}}{\Bigg )}^{2}} avec {\displaystyle \Phi ^{-1}} : fonction inverse de la loi normale centrée réduite.
Pour différentes valeur de (k,P) on obtient :
| k/P   | 80 % | 90 % | 95 % | 99 %  |
| ----- | ---- | ---- | ---- | ----- |
| 20 %  | 42   | 68   | 97   | 166   |
| 10 %  | 165  | 271  | 385  | 664   |
| 5 %   | 657  | 1083 | 1537 | 2654  |
| 2,5 % | 2628 | 4329 | 6147 | 10616 |